# Alexander Hall
Pour les articles homonymes, voir Hall et Alexander Hall (homonymie).
Alexander Hall est un réalisateur, monteur et acteur américain né le 11 janvier 1894 à Boston, dans le Massachusetts, et mort le 30 juillet 1968 à San Francisco, en Californie (États-Unis). En 1942, il obtient deux Oscars pour son film Le Défunt récalcitrant (Here Comes Mr. Jordan).

## Filmographie

### comme réalisateur
- 1922 : A Game of Craft
- 1922 : The Last Call
- 1922 : The Spirit of Evil
- 1922 : Unseen Foes
- 1932 : Sinners in the Sun
- 1932 : Madame Racketeer
- 1933 : The Girl in 419
- 1933 : Club de minuit (Midnight Club)
- 1933 : Chanteuse de cabaret (Torch Singer)
- 1934 : Rapt d'enfant (Miss Fane's Baby Is Stolen)
- 1934 : Petite Miss (Little Miss Marker)
- 1934 : The Pursuit of Happiness
- 1934 : Mystères de Londres (Limehouse Blues)
- 1935 : Je veux être une lady (Goin' to Town)
- 1935 : Soir de gloire (Annapolis Farewell)
- 1936 : Le Rêve de sa vie (Give Us This Night)
- 1936 : Yours for the Asking
- 1937 : Exclusive
- 1937 : L'Or et la Chair (The Toast of New York)
- 1938 : Miss catastrophe (There's Always a Woman)
- 1938 : Je suis la loi (I Am the Law)
- 1939 : Ah ! Quelle femme ! (There's That Woman Again)
- 1939 : The Lady's from Kentucky
- 1939 : Nous irons à Paris (Good Girls Go to Paris)
- 1939 : L'Étonnant M. Williams (The Amazing Mr. Williams)
- 1940 : Le docteur se marie (The Doctor Takes a Wife)
- 1940 : Et l'amour vint... (He Stayed for Breakfast)
- 1940 : La Mariée célibataire (This Thing Called Love)
- 1941 : Le Défunt récalcitrant (Here Comes Mr. Jordan)
- 1941 : J'épouse ma femme (Bedtime Story)
- 1942 : Embrassons la mariée (They All Kissed the Bride)
- 1942 : Ma sœur est capricieuse (My Sister Eileen)
- 1944 : Le Corps céleste (The Heavenly Body)
- 1944 : Once Upon a Time
- 1945 : She Wouldn't Say Yes
- 1947 : L'Étoile des étoiles (Down to Earth)
- 1949 : Don Juan de l'Atlantique (The Great Lover)
- 1950 : Ma brute chérie (Love That Brute)
- 1950 : Louise
- 1951 : Deux GI en vadrouille (Up Front (film)
- 1952 : Tu es à moi (Because You're Mine)
- 1953 : Remarions-nous (Let's Do It Again)
- 1956 : Son ange gardien (Forever, Darling)

### comme monteur
- 1926 : The Girl from Montmartre
- 1926 : The Far Cry
- 1926 : Vagabond malgré elle (Miss Nobody), de Lambert Hillyer
- 1927 : Oh! Marquise (Her Wild Oat) de Marshall Neilan
- 1928 : Ciel de gloire de George Fitzmaurice
- 1928 : The Crash d'Edward F. Cline
- 1929 : Synthetic Sin
- 1929 : Smiling Irish Eyes
- 1930 : Le Chant de la flamme (Song of the Flame), d'Alan Crosland
- 1930 : Kismet, de John Francis Dillon
- 1931 : Woman Hungry, de Clarence G. Badger
- 1931 : Broadminded
- 1931 : Le Dernier Vol (The Last Flight) de William Dieterle
- 1933 : Lady You (She Done Him Wrong)

### comme acteur
- 1914 : The Million Dollar Mystery de Howell Hansel (it)
- 1917 : The Deemster : Davy, Dan's Friend
- 1917 : Miss U.S.A. : Clay Warfield
- 1918 : Doing Their Bit : Miles O'Dowd
- 1921 : The Leech : Bill
- 1932 : Okay, America!, de Tay Garnett